# Bernardius lineatus
Bernardius lineatus is een rondwormensoort uit de familie van de Enchelidiidae. De wetenschappelijke naam van de soort is voor het eerst geldig gepubliceerd in 2009 door Genevois, Smol, Decraemer & Venekey.